# Maarten Baas

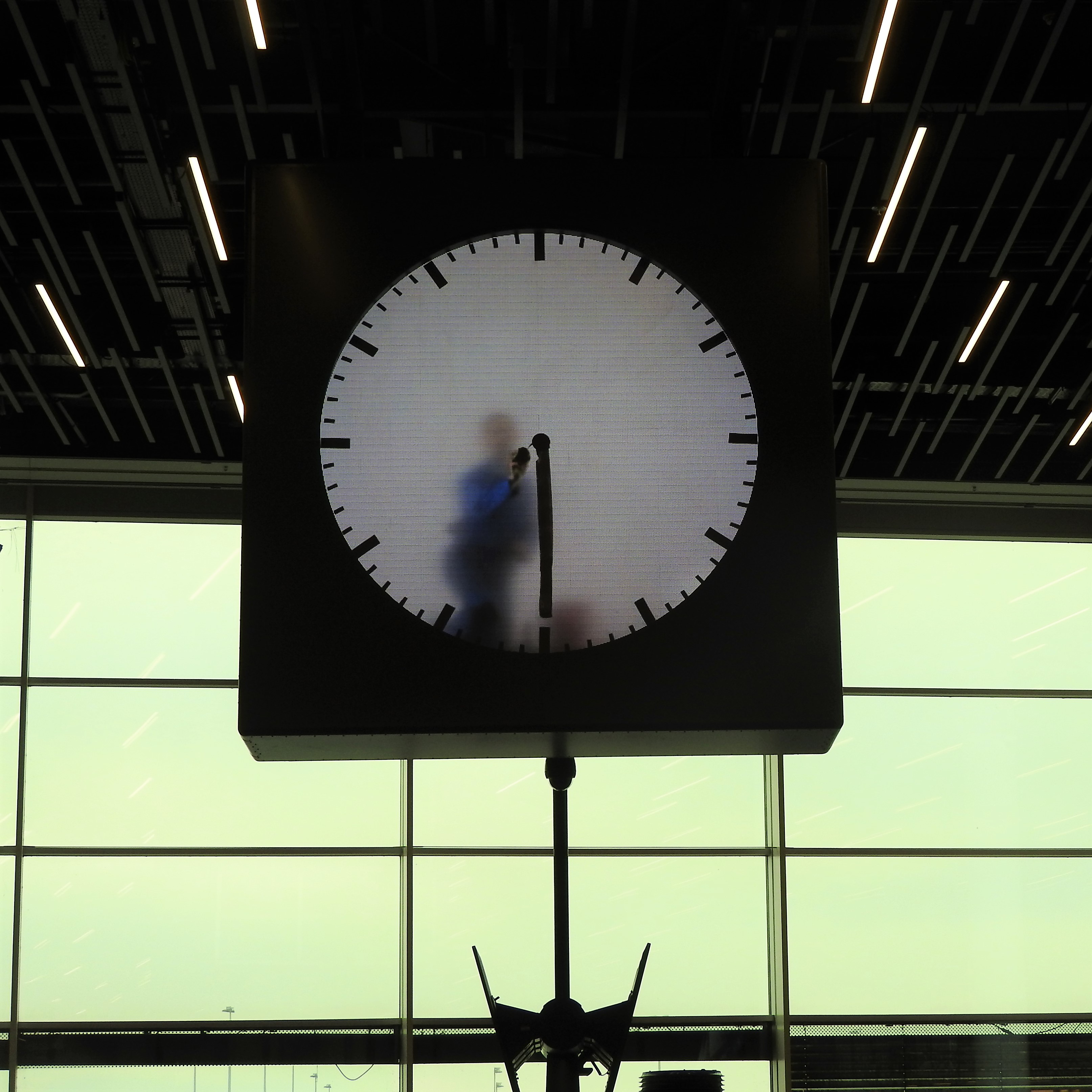
Real Time, Schiphol

Maarten Baas (Arnsberg, Duitsland, 19 februari 1978) is een Nederlandse autonoom ontwerper. Baas wordt vaak omschreven als een zogenaamde auteur-designer, wiens ontwerpen zich tussen kunst en design bevinden.
Baas wordt gezien als een van de invloedrijkste Nederlandse ontwerpers van het begin van de 21e eeuw. Zijn werk staat bekend als rebels, humoristisch, intellectueel, theatraal en artistiek. Hij heeft een autonome plek in de designwereld ingenomen, waar hij op verschillende gebieden werkt, zoals: limited editions, productie, installaties, publieke ruimte, architectuur, interieur, decors en performances.
Zijn werk is in vooraanstaande museumcollecties opgenomen, zoals: MoMa, Victoria & Albert, Les Arts Decoratifs, San Francisco Museum of Modern Art, Schiphol, Die Neue Sammlung, Stedelijk Museum en Het Rijksmuseum. En in privécollecties van Brad Pitt, John McEnroe, Kanye West, en Adam Lindemann. Ook werkt hij voor exclusieve merken, zoals Louis Vuitton, Swarovski, Dior, Dom Ruinart and Berluti.
Sinds 2005 werkt Baas samen met zijn productiepartner Bas den Herder. Het meeste werk wordt onder zijn leiding gemaakt in de DHPH-studio in Gewande, dicht bij 's-Hertogenbosch.

## Levensloop
In 1996 begon Baas aan de Design Academy Eindhoven. Met zijn afstudeercollectie Smoke bestaande uit een serie verbrande meubelen, werd Baas in 2002 in korte tijd wereldberoemd.
In 2004 opende Baas een expositie in galerie Moss in New York. Where There’s Smoke bestond uit 25 verbrande designklassiekers, waaronder de ZigZag stoel van Rietveld, de Carlton kast van Sottsass en stoel Nr. 14 van Thonet. Een aantal stukken werden aangekocht door onder anderen tennisser John McEnroe en Brad Pitt. Volgens de Amerikaanse designcriticus Alice Rawsthorn reflecteert Baas met "Smoke" op onze schoonheidsidealen, maar ook op 'het geweld in onze tijd'.
Na Smoke volgden veel andere projecten. Met Clay oogstte Baas veel lof op de Salone del Mobile in Milaan in 2006. Deze serie meubelen zijn met de hand gekleid en gemaakt van epoxy-klei. De Clay-meubelen hebben een kinderlijk voorkomen. Een aantal Clay-meubelen vormden het decor voor het televisieprogramma Zomergasten met Wilfried de Jong in 2013.
Clay werd gezien als een waardige opvolger van het succesvolle Smoke. Beiden werden ze in 2012 opgenomen in de lijst van 25 "klassiekers van de toekomst" door The New York Times.
In 2009 ontwierp Baas een serie uurwerken genaamd "Real Time". Real Time bestaat uit een serie 12 uur durende films waarin een acteur elke minuut de huidige tijd aangeeft. De Grandfather Clock lijkt op een klassieke staande klok. In plaats van een uurwerk is een digitaal scherm te zien waarop iemand de tijd met een stift handmatig bijwerkt. De illusie wordt gewekt dat zich iemand in de klok bevindt. Deze klok werd onder andere door het Rijksmuseum aangekocht.
Baas werd in 2009 uitgeroepen tot 'Designer of the Year' door Design Miami, waarvoor hij in Miami een grote overzichtsexpositie hield.
Volgens designjournalist Chris Reinewald behoort Baas tot een groep Nederlandse ontwerpers zoals Ted Noten die, na Droog en de 'conceptuele' insteek, een bijna cabareteske benadering van vormgeving hebben, "losgezongen van alle marketingeisen die de industrie stelt".
Baas wil zo veel mogelijk onafhankelijk zijn in zijn werk en zich verre houden van massaproductie.
Baas is sinds 2016 lid van de Akademie van Kunsten.